# Aplotarsus
Aplotarsus — род жуков-щелкунов из подсемейства Prosterninae.

## Описание
Щелкуны мелких и средних размеров, в основном окрашены в чёрный и бурые цвета. Клипеальная область узкая, часто прерванная. Усики у самца и самки с третьего сегмента слабопиловидные, часто почти нитевидные. Задний край проплевр с выемкой. Бедренные покрышки задних тазиков по направлению наружу сужаются слабо и слегка неравномерно. Все сегменты лапок простые.

## Список видов
Некоторые виды:
- Aplotarsus angustulus (Kiesenwetter, 1858)
- Aplotarsus incanus (Gyllenhal, 1827)
- Aplotarsus quercus Gyllenhal, 1827 — Щелкун дубовый
- Aplotarsus tibiellus (Chevrolat, 1865)